# Negousse Mengistou
Negousse Mengistou (ur. 11 marca 1932 w Gonder) – etiopski kolarz szosowy.
Brał udział w igrzyskach olimpijskich w 1956 (Melbourne). Startował w wyścigu indywidualnym, którego nie ukończył. Pomimo tego, został sklasyfikowany w jeździe drużynowej, którą Etiopia ukończyła na ostatnim dziewiątym miejscu (warto jednak dodać, że 11 ekip w ogóle nie zostało sklasyfikowanych). Wymogiem potrzebnym do sklasyfikowania ekipy było ukończenie wyścigu indywidualnego przez przynajmniej 3 kolarzy z danego kraju, a Mengistou był jedynym spośród 4 Etiopczyków, który nie ukończył wyścigu indywidualnego.
Mengistou uczestniczył także w igrzyskach olimpijskich w 1960 (Rzym). Startował tylko w drużynowej jeździe na czas, którą Etiopczycy z czasem 2-38:34,08 ukończyli na 28. miejscu (ukończyło 30 ekip, a 2 nie dojechały).
Mierzył około 169 cm wzrostu.